# Stuttgarter Wohnungs- und Städtebaugesellschaft
Die Stuttgarter Wohnungs- und Städtebaugesellschaft mbH (SWSG) ist ein deutsches, kommunales Wohnungsunternehmen mit Sitz in Stuttgart. Sie zählt mit einem Bestand von 19.580 eigenen Mietwohnungen und mehr als 50.000 Mietern im Stuttgarter Stadtgebiet zu den größten kommunalen Wohnungsunternehmen in Deutschland.
Alleingesellschafterin ist die Landeshauptstadt Stuttgart. Dadurch verfolgt die SWSG einen besonderen, sozialen Auftrag, der im Gesellschaftsvertrag verankert ist. Dieser Auftrag bildet die Grundlage für alle Aktivitäten des Unternehmens.

## Ziele
Ziel der SWSG ist es, im Auftrag der Landeshauptstadt Stuttgart, bezahlbaren Wohnraum für breite Bevölkerungsschichten in der gesamten Stadt Stuttgart bereitzustellen.
Dabei wird auch ein nachhaltiges Geschäftsmodell im Sinne des Klima- und Umweltschutzes verfolgt. Dazu hat die SWSG eine Entsprechenserklärung beim Deutschen Nachhaltigkeitskodex abgegeben.